# Chelan megye
Chelan megye az Amerikai Egyesült Államokban, azon belül Washington államban található. Megyeszékhelye és legnagyobb városa Wenatchee. Lakosainak száma 79 074 fő (2020. április 1.).

## Szomszédos megyék
- Okanogan megye
- Kittitas megye
- Douglas megye
- King megye
- Snohomish megye
- Skagit megye

## Népesség
A megye népességének változása:
| Lakosok száma | 72 729 | 73 246 | 73 613 | 73 967 | 75 644 | 79 074 |
|               | 2010   | 2011   | 2012   | 2013   | 2015   | 2020   |